# Amycle amabilis
Amycle amabilis är en insektsart som först beskrevs av John Obadiah Westwood 1842.  Amycle amabilis ingår i släktet Amycle och familjen lyktstritar. Inga underarter finns listade i Catalogue of Life.